# Patricia Cockburn
Pour les articles homonymes, voir Cockburn.
Patricia Cockburn, née le 17 mars 1914 à Derry Maison, Rosscarbery, comté de Cork et morte le 6 octobre 1989 à Cork, est une écrivaine, voyageuse, conchologiste et artiste irlandaise.
Elle est surtout connue pour son travail de journaliste et, plus tard, sa carrière d'artiste-photographe de coquillages.

## Biographie

### Jeunesse
Patricia Cockburn est née Patricia Evangeline Anne Arbuthnot le 17 mars 1914, à Derry Maison, Rosscarbery, comté de Cork. Elle est la plus jeune des six enfants du Major John Bernard Arbuthnot et d'Olive Blake, fille de Lady Edith Blake et Sir Henry Arthur Blake. Son père sert dans la garde écossaise au cours de la Première Guerre mondiale. La famille hérite de la fortune des Blake par le biais d'Olive Blake après que ses frères aient été retirés du testament de ses parents. En 1916, la famille déménage avec Lady Blake à Myrtle Grove, Youghal. Les Arbuthnot déménagent à Londres en 1918, laissant Patricia vivre avec sa grand-mère. À Myrtle Grove, elle ne reçoit pas d'éducation formelle et passe son temps à monter à cheval. Elle rejoint ses parents à Londres en 1922 pour commencer l'école. À Londres, elle est témoin de l'assassinat de Henry Wilson, 1er baronnet.
Cockburn a été malheureuse à l'école et la vie à la campagne lui manque. Elle arrête de manger, inspirée par Terence MacSwiney, et est renvoyée à Cork avec une gouvernante. Après la mort de Lady Blake en 1926, ses parents retournent à Myrtle Grove mais n'y vivent pas en permanence. Patricia y reste, elle arrête ses leçons à l'école à 14 ans pour se concentrer sur l'équitation. Lors de son seizième anniversaire, elle tombe de cheval ce qui lui casse le dos. Pendant sa convalescence, elle s'installe à Alger, vivant avec Clare Sheridan. À son retour à Londres en 1931, Patricia fait son apparition en tant que débutante et commence ses études à la Westminster School of Art. Plus tard dans la vie, elle affirme qu'elle « n'était pas Michel-Ange », ce qui l'a amené à changer pour des études de design.
C'est pendant ses études que Patricia rencontre Arthur Byron. Le couple se marie le 10 octobre 1933, qui la conduit à arrêter ses études artistiques. Le couple vit brièvement à Clarendon Place, Bayswater, avant de partir pour un tour du monde. Lorsque le couple retourne à Londres en 1936, elle donne naissance à un fils, Darrell.

### Carrière et famille
Elle accepte une mission de compilation d'un rapport étymologique sur les dialectes du centre de l'Afrique pour la Royal Geographical Society. Le couple laisse leur fils à ses parents, et ils se rendent dans la forêt de l'Ituri. Elle construit une carte linguistique en rencontrant différentes tribus. Elle n'est pas linguiste, mais a utilisé l'observation et son pragmatisme. Ses photographies sont exposées à Londres. De retour à Londres, elle se prépare à rejoindre son fils à Cork lorsque Darrell a un accident qui entraîne un empoisonnement du sang fatal. Elle souffre d'une période de dépression, de chagrin et de culpabilité à la suite de la mort de son fils.
Sa mission suivante vient de l’Evening Standard début 1939. Elle consiste à écrire une série d'articles sur la Ruthénie nouvellement indépendante. Le couple divorce en 1939, elle retourne à Londres, où elle tombe amoureuse du journaliste communiste Claud Cockburn. Ses parents s'opposent à cette relation, et ils coupent les contacts avec elle quand elle l'épouse en 1940. Ses parents reprennent ensuite contact quand elle tombe enceinte. Contrairement au début de sa vie, elle et Claud ont souvent manqué d'argent tout au long de leur mariage.
Fatiguée de Londres, la famille retourne en 1947 à Cork, où vivent son frère et ses parents. Ayant d'abord vécu à Myrtle Grove, les Cockburns emménagent ensuite à Brook Lodge, une maison géorgienne à proximité. La maison étant pratiquement à l'abandon, ils la louent pour une somme modique. Ils y installent une fosse d'aisance et un jardin, ainsi que des poneys qu'elle achète aux Travellers et vend à des acheteurs en Angleterre. Elle publie son premier livre en 1968, The years of The Week, à propos du journal de son mari.

### Fin de vie
Elle retourne à une carrière artistique à la fin de sa vie. Elle commence à faire des clichés de coquillages, une forme d'art populaire au XVIIIe siècle et passé de mode. Encouragé par ses amis, Desmond Guinness et Norah McGuinness, elle organise une exposition professionnelle en Irlande et à New York.
Le bailde Brook Lodge s'achève en 1980, les Cockburns déménagent dans une plus petite propriété à Ardmore dans le comté de Waterford. Claud meurt en 1981, et Patricia reste à Ardmore pour le reste de sa vie. Elle devient présidente de la section locale de l'Irish Countrywomen's Association. Elle publie ses mémoires, Figure of eight, en 1985. Elle meurt le 6 octobre 1989 d'un cancer au Mercy University Hospital de Cork. Elle est enterrée au côté de son mari dans le cimetière de l'église Sainte-Marie de Youghal, sous un arbre planté par sa mère dans la mémoire de son frère. Ses trois fils sont tous devenus journalistes : Alexander, Andrew, et Patrick.